# Pěnčín (okres Jablonec nad Nisou)
Pěnčín (německy Pintschei) je obec, která se nachází v okrese Jablonec nad Nisou v Libereckém kraji. Žije zde přibližně 2 100 obyvatel.

## Historie
Původní území samostatných obcí tvořilo rozhraní mezi obyvatelstvem české a německé národnosti. České obyvatelstvo bylo usazeno v obci Alšovice a Bratříkov, zatímco německé obyvatelstvo ovládlo Černou Studnici, Krásnou (Šumburk), Jistebsko, Huť a Pěnčín. Vlastní Pěnčín je poprvé připomínán v pramenech v roce 1592, jako součást panství Svijany Jaroslava z Vartenberka (+ 1602). V roce 1614 koupil Svijany Jáchym Ondřej Šlik, 21. 6. 1621 popravený na Staroměstském náměstí v Praze společně s dalšími 27 šlechtici a měšťany. Svijanské panství získal Albrecht z Valdštejna, který je postoupil svému příbuznému Maxmiliánovi z Valdštejna, držiteli Mnichova Hradiště. Valdštejnové drželi Svijany až do roku 1814. Později se držiteli Svijan stali příslušníci knížecího rodu Rohanů, sídlící na zámku Sychrov. V roce 1820 v Pěnčíně vznikla sklárna, která zde byla v provozu až do konce druhé světové války. V prostoru dnešního Pěnčína bylo za sklářské konjunktury více než 120 mačkáren skla a každá ve své podobě je vlastně stavebním originálem a spojuje je jedině název mačkárna skla (driketa).
Pěnčín je v současné době sídlem samosprávy..

## Části obce
- Pěnčín
- Alšovice
- Bratříkov
- Dolní Černá Studnice
- Huť
- Jistebsko
- Krásná

## Znak obce
V červeném štítě na zeleném návrší zlatá sklářská pec ve stříbrném stavení s modrým kvádrovaným soklem, zelenou střechou a modrou nástavbou krytou zelenou stříškou, dvěma okny a dvěma komíny po stranách. V návrší náhrdelník se sedmi stříbrnými perlami na žluté, nahoře zavázané šňůrce.

## Fotogalerie

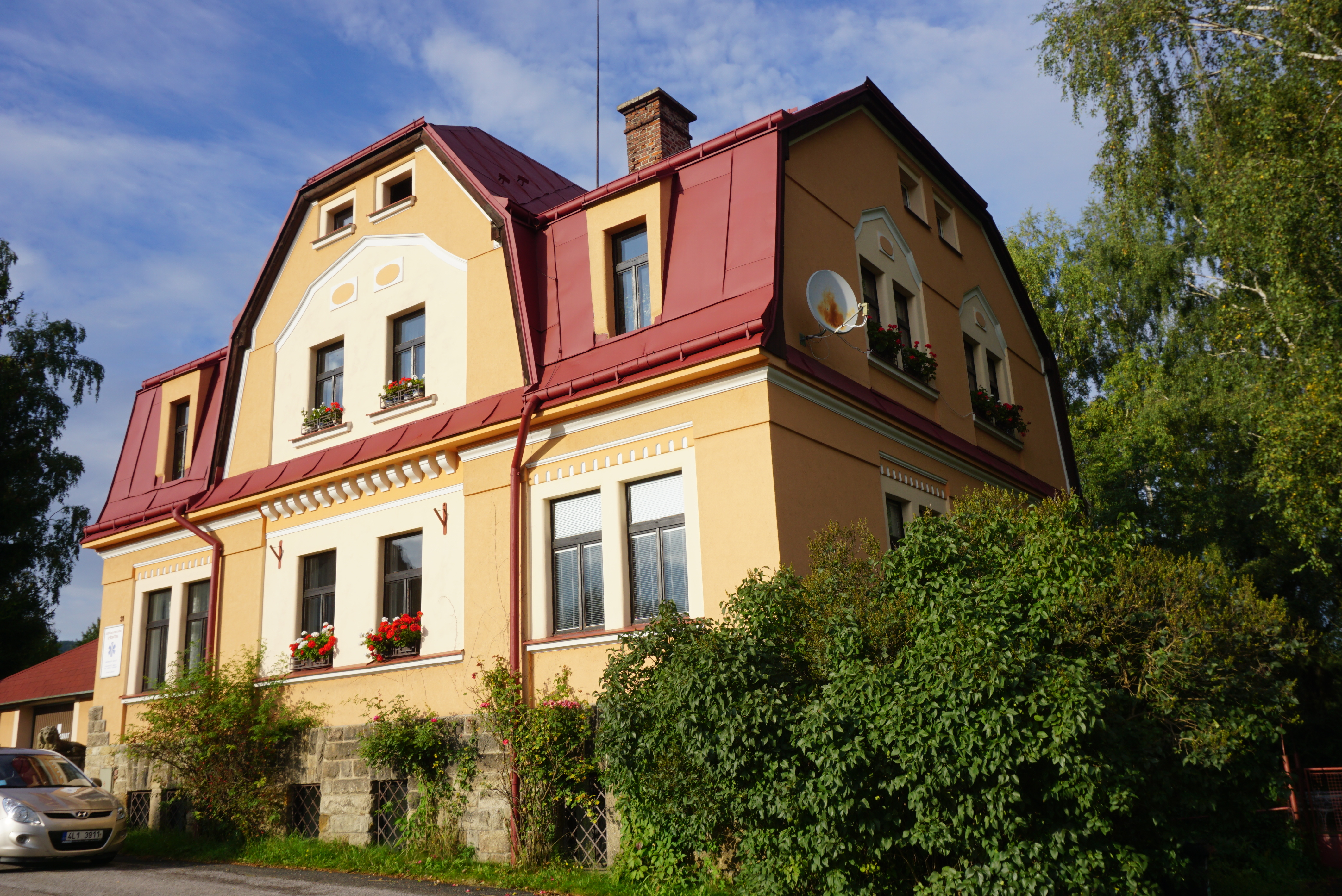
vila čp. 31
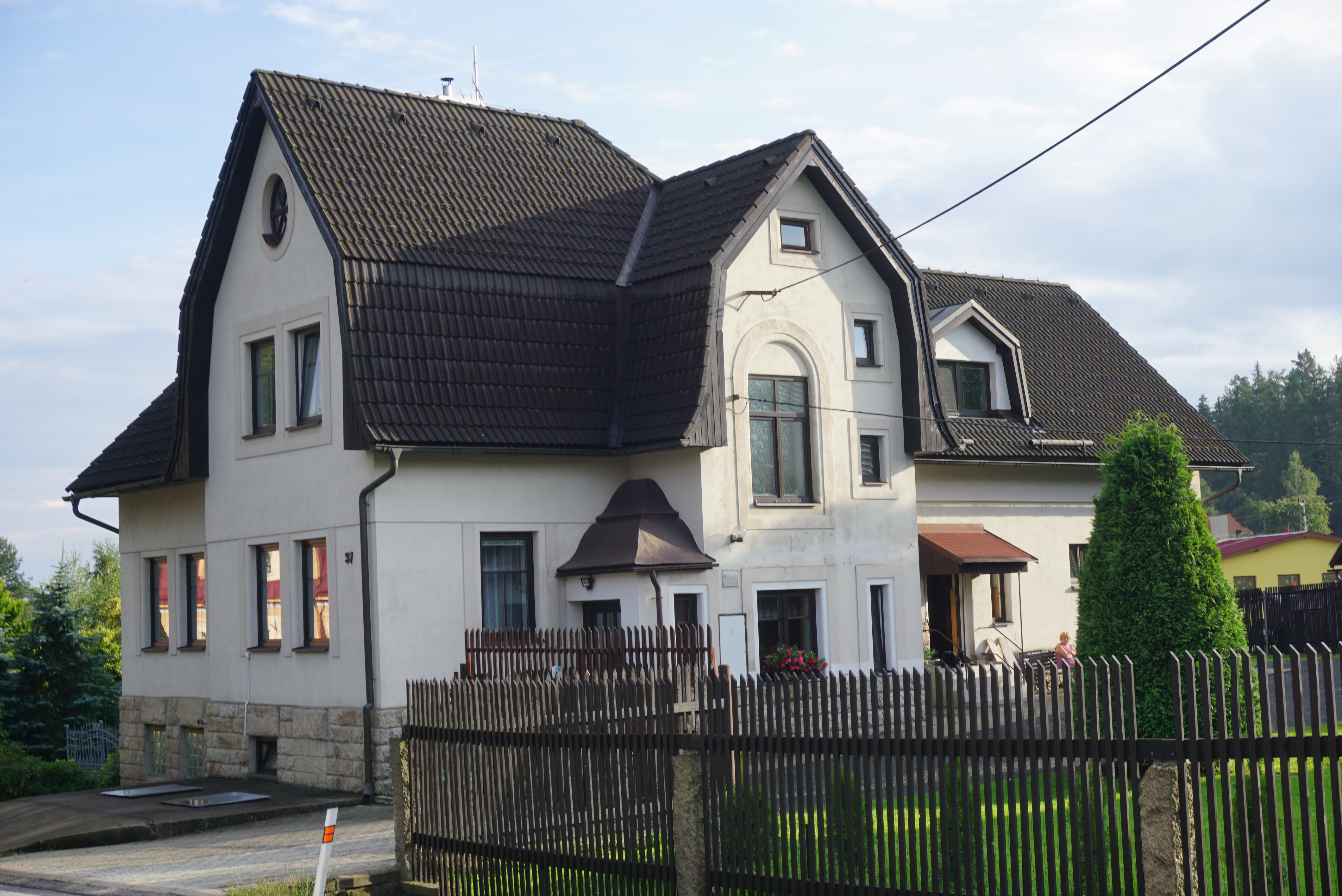
vila čp. 37
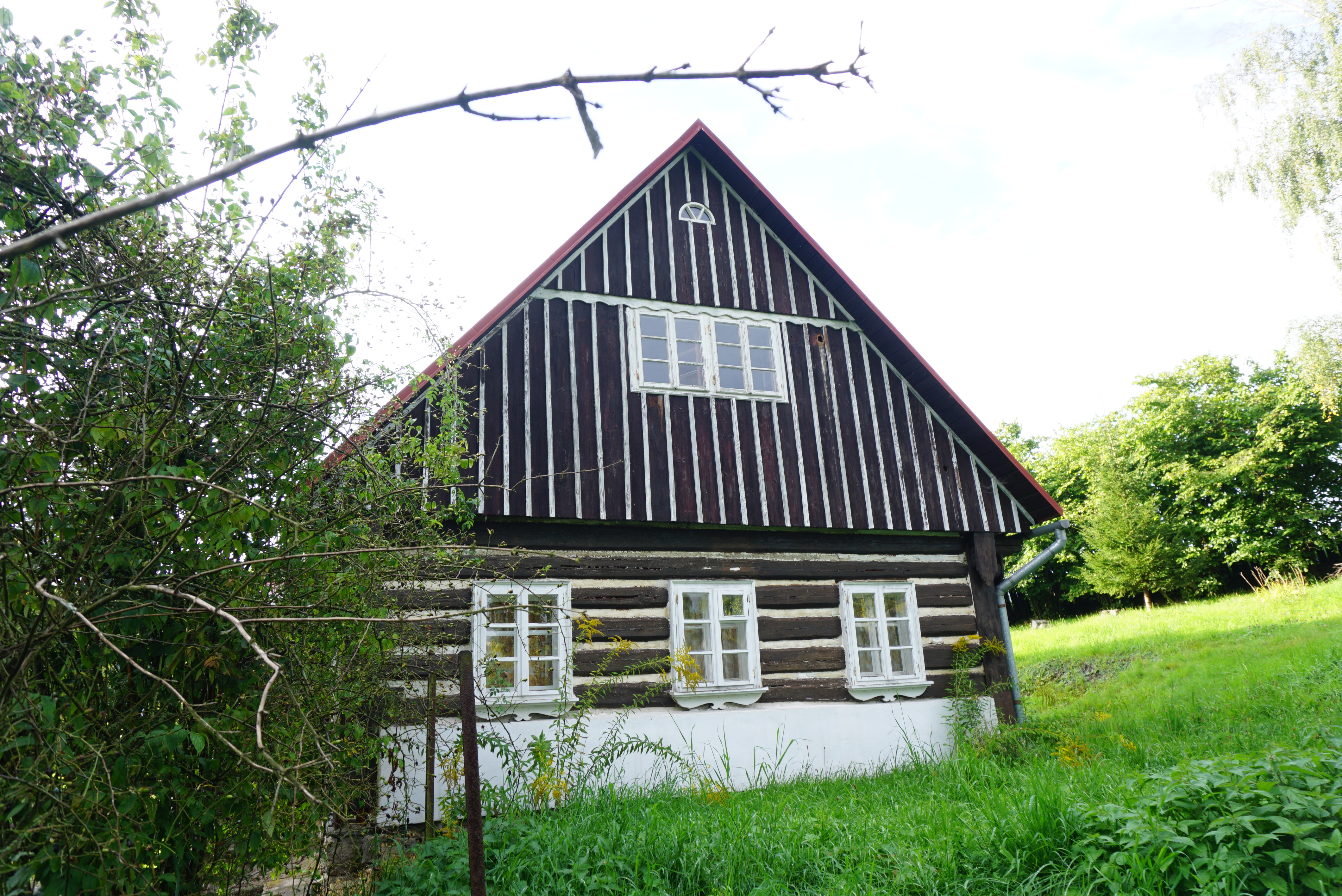
chalupa čp. 42
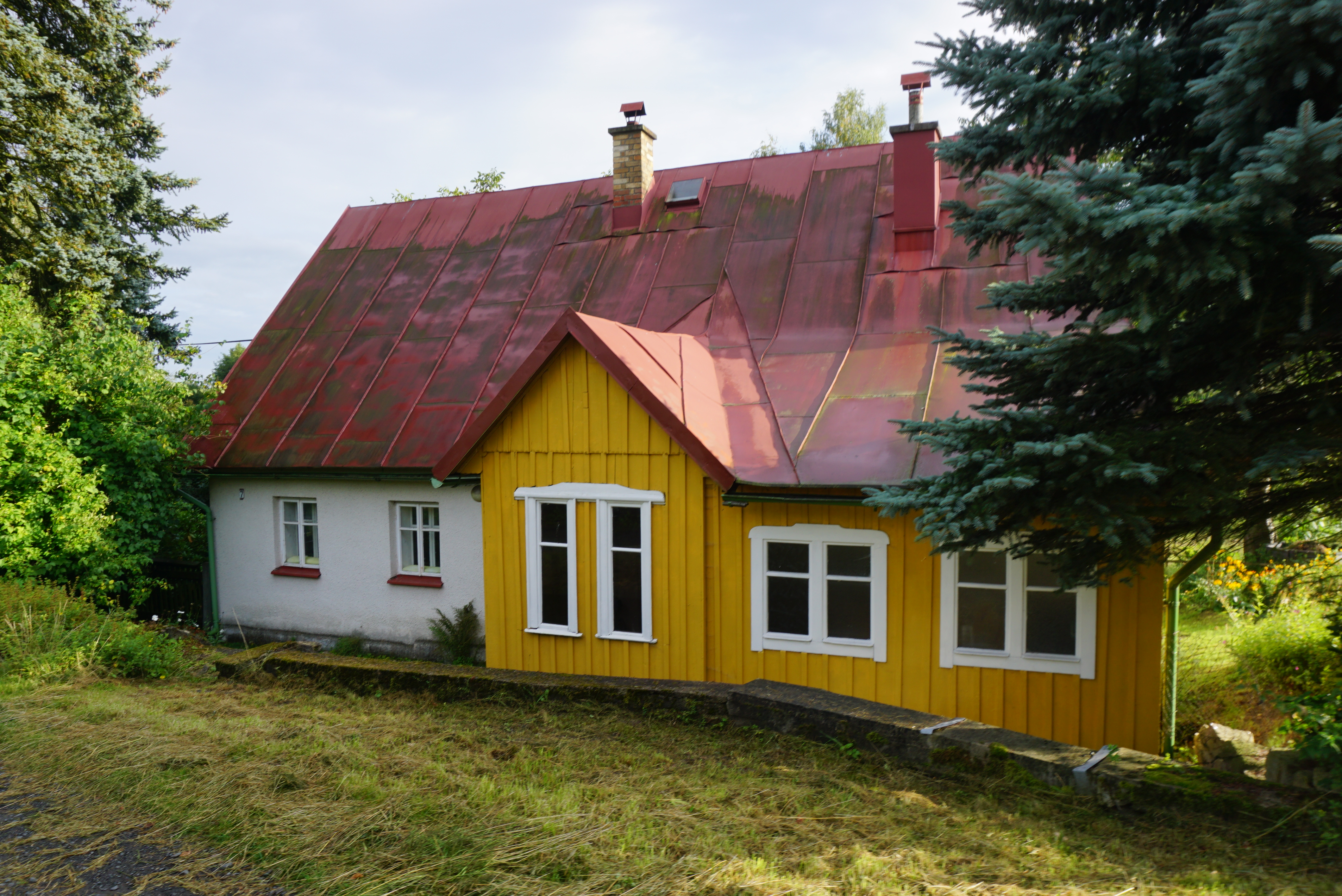
chalupa če. 59
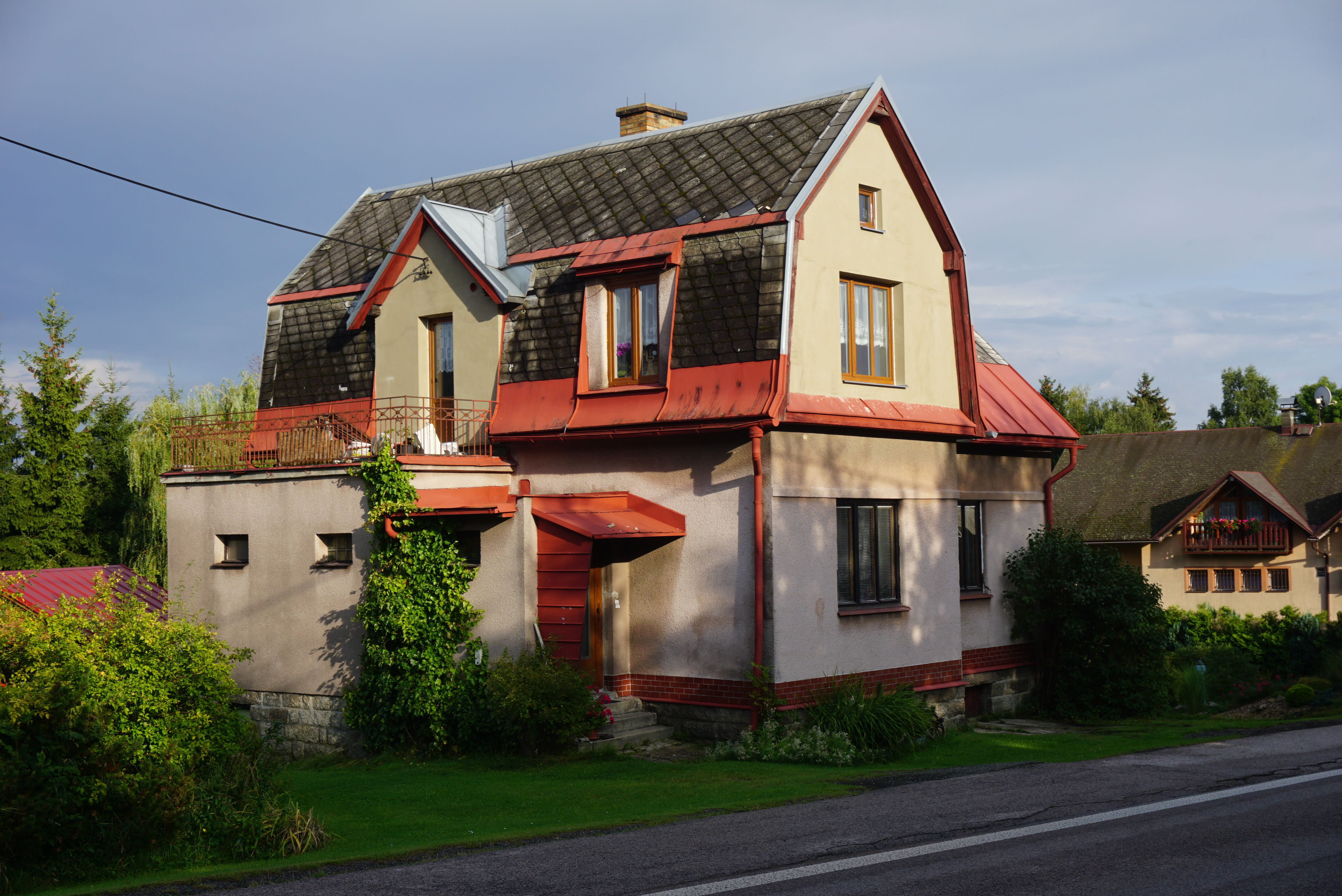
dům čp. 53
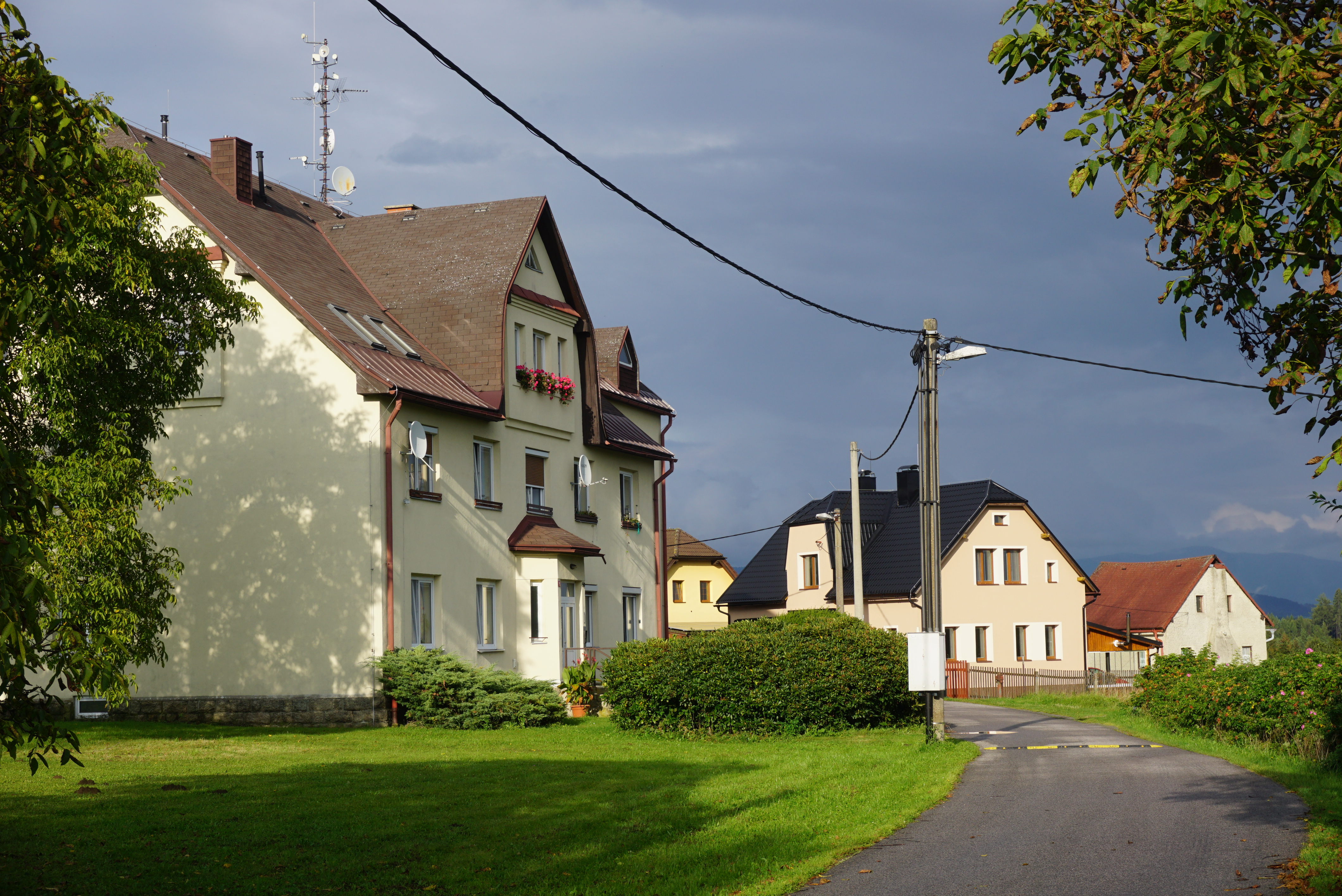
okolí domu čp. 59
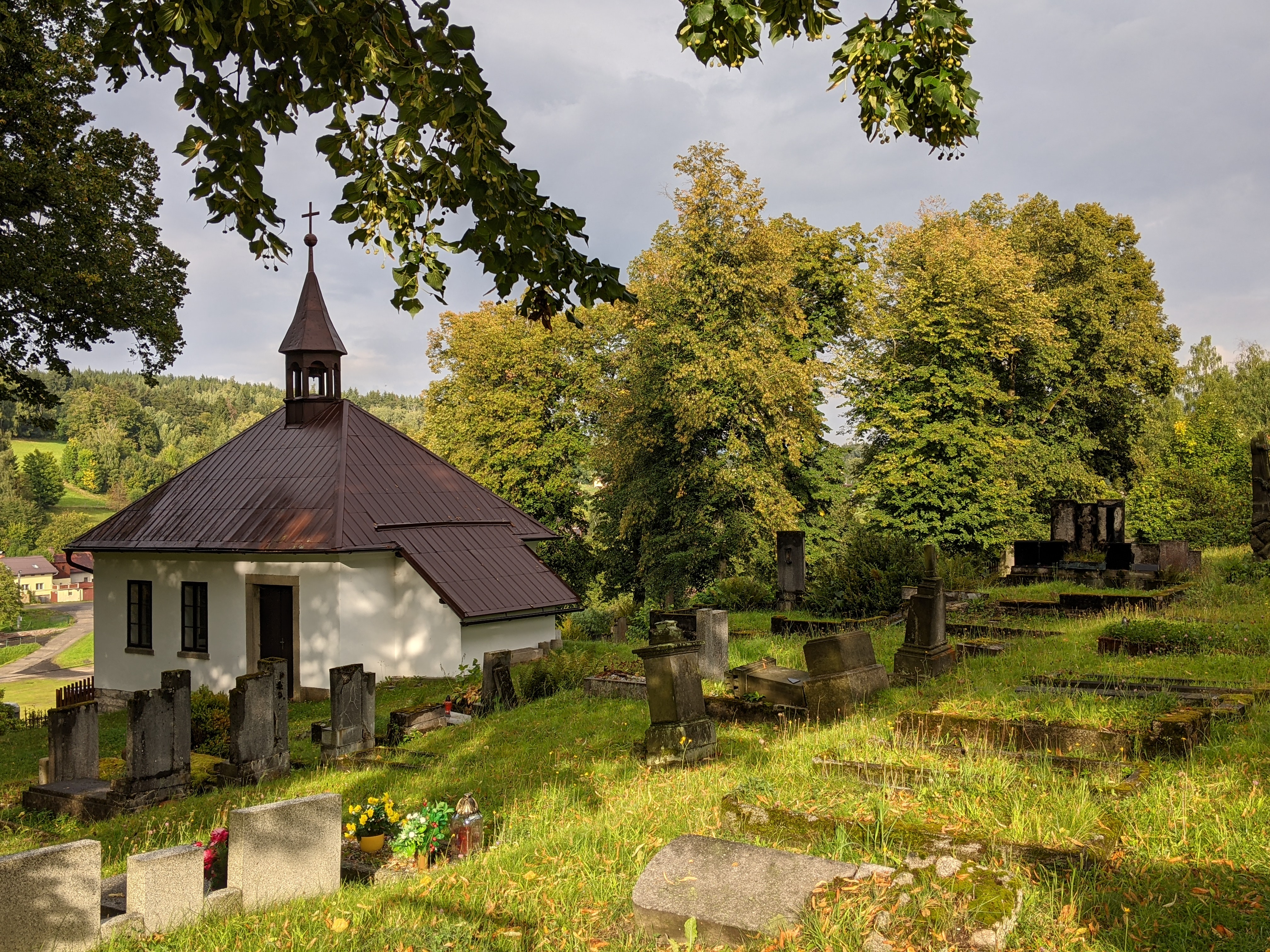
huťský hřbitov na severním okraji katastru Pěnčína
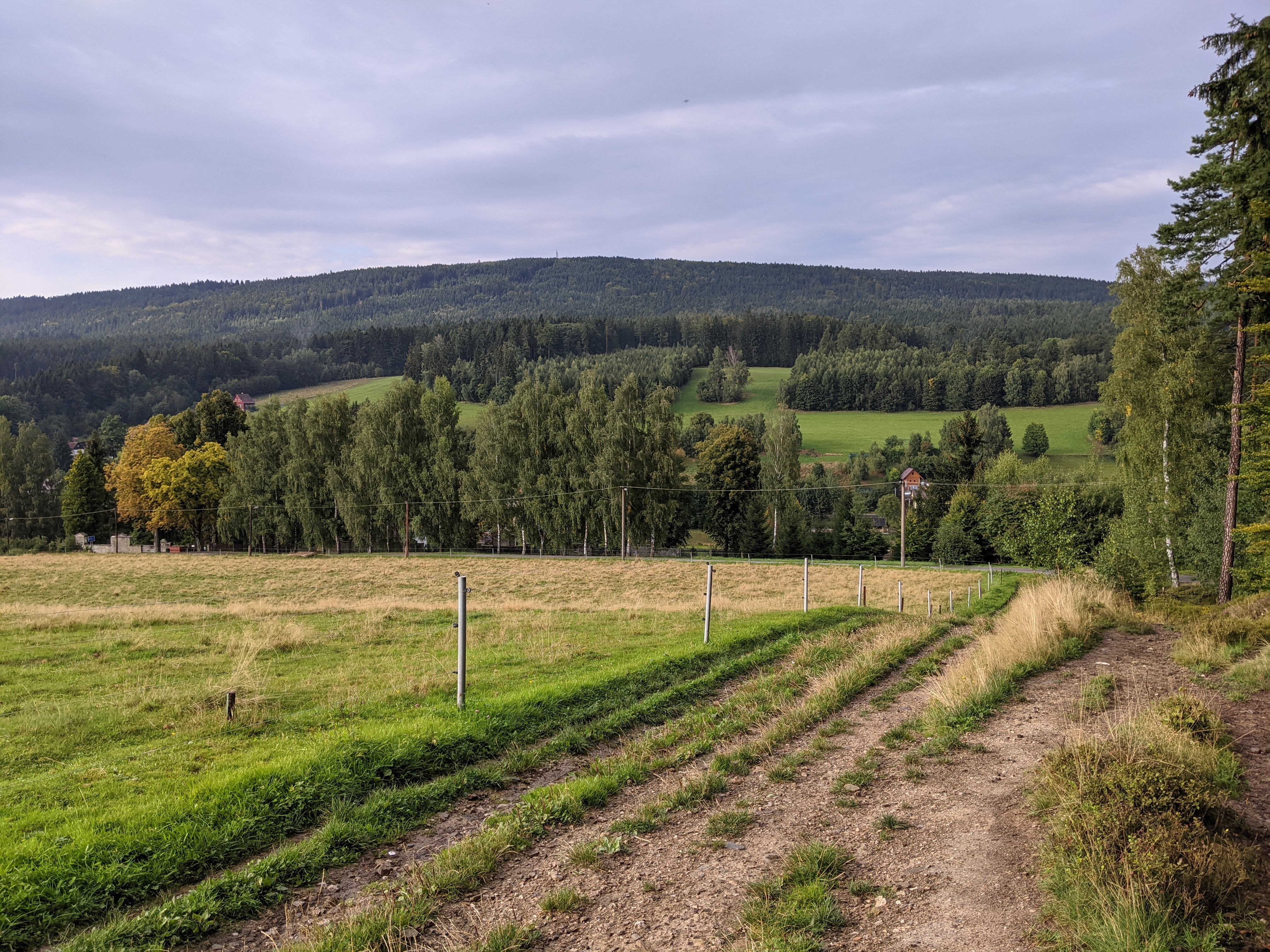
výhled do údolí Žernovníku a na Černostudniční hřeben